# Universidad Católica de Santa María
La Universidad Católica de Santa María (UCSM) es una institución de educación superior privada, ubicada en la ciudad de Arequipa, Perú.

## Fundación
La UCSM fue fundada el 6 de diciembre de 1961, por el religioso de la Sociedad de María R.P. William Daniel Morris Christy, quien nació el 4 de noviembre de 1910 en San Luis, Misuri; pero se nacionalizó "arequipeño" desde que en 1960 vino a convertir en realidad su sueño de una Universidad Católica de Santa María para Arequipa. El padre Morris logró del gobierno del Dr. Manuel Prado el D.S. Nro. 024 del 6 de diciembre de 1961, el cual creó la universidad, la cual pasó a constituirse como la segunda universidad privada más antigua del Perú. Gracias a la valiosa colaboración del Arzobispo de Arequipa, Monseñor Leonardo José Rodríguez Ballón, la UCSM inició sus labores en la Casona de la calle Santa Catalina 410 el 9 de abril de 1962 con dos secciones de la Facultad de Letras y ocho maestros fundadores. 
Merced al apoyo de Southern Perú, IPC, Banco de Crédito, Gobierno Alemán y otros mecenas, la Universidad se traslada de la Casona de Santa Catalina a su local actual (sede central) Urb. San José s/n, Umacollo; donde cuenta con un campus de 75,600 m²; el edificio "Las Esclavitas" donde funciona la Administración Central y la Escuela de Postgrado, ubicado en la calle Samuel Velarde 320 Umacollo con una extensión de 3,056 m²; cuenta además con: 55 hectáreas de tierras agrícolas en el Proyecto Majes; el Fundo Chapioco ubicado en Alto Sumbay del distrito de Yanahuara con 661 hectáreas, una extensión de 46 hectáreas en Huasacahe "Fundo la Banda", Casona en Ugarteche 306 Selva Alegre; La Casa de la Cultura (La Merced 110), la Casa del Corregidor en La Merced 207,  en Ciudad de Dios, casas en Samuel Velarde.

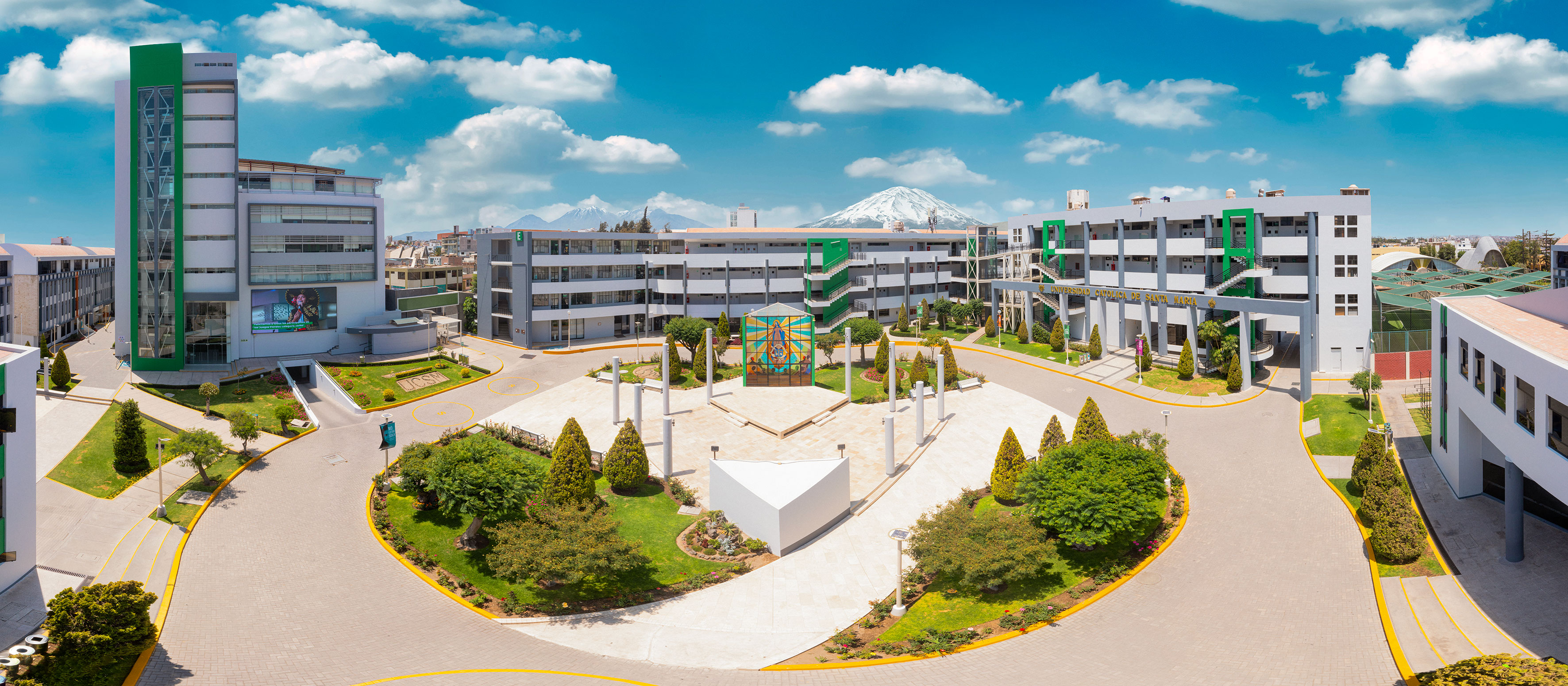
Campus universitario de la UCSM

## Estudios de Pregrado - Presencial
La Universidad Católica de Santa María está comprometida con brindar una educación que supere las expectativas de sus estudiantes y que pueda satisfacer todos los intereses de la juventud del Perú, formando profesionales exitosos en el mundo de hoy. ¡Vive la experiencia que transforma!
Conoce las Escuelas Profesionales en las áreas de: Ciencias Sociales, Ciencias Jurídicas y Empresariales, Ciencias e Ingenierías y Ciencias de la Salud:
Ciencias Sociales
- Comunicación Social
- Educación Inicial
- Psicología
- Publicidad y Multimedia
- Trabajo Social

Ciencias Jurídicas y Empresariales
- Administración de Empresas
- Ciencia Política y Gobierno
- Contabilidad
- Derecho
- Ingeniería Comercial

Ciencias e Ingenierías
- Arquitectura
- Ingeniería Agronómica y Agrícola
- Ingeniería Ambiental
- Ingeniería Civil
- Ingeniería de Industria Alimentaria
- Ingeniería de Minas
- Ingeniería de Sistemas
- Ingeniería Industrial
- Ingeniería Mecánica
- Ingeniería Mecánica Eléctrica
- Ingeniería Mecatrónica
- Medicina Veterinaria y Zootecnia

Ciencias de la Salud
- Enfermería
- Farmacia y Bioquímica
- Ingeniería Biotecnológica
- Medicina Humana
- Obstetricia y Puericultura
- Odontología

## Estudios de Pregrado - A Distancia
La UCSM Virtual, ofrece programas de estudios a distancia y semipresenciales respaldados por la Universidad Católica de Santa María.
La combinación única de calidad académica y tecnología innovadora prepara a los estudiantes para los desafíos actuales con confianza y excelencia. Su modalidad flexible se adapta a las necesidades individuales de los estudiantes sin comprometer la calidad, proporcionando opciones accesibles y una educación de vanguardia para enfrentar los desafíos del mundo actual, lo que garantiza una experiencia educativa dinámica y enriquecedora.
Pilares
- Respaldo UCSM: Ofreces una educación de calidad respaldada por una institución reconocida como la Universidad Católica de Santa María, con más de 62 años de experiencia en la educación superior.
- Calidad Académica: Docentes altamente calificados, expertos en la enseñanza virtual, garantizando una experiencia educativa de excelencia que se adapta a las demandas actuales del mercado.
- Innovación Tecnológica: Cuenta con un Centro de Producción Multimedia que crea y desarrolla contenido educativo a través de plataformas interactivas y recursos multimedia, proporcionando una experiencia educativa virtual dinámica y enriquecedora.
- Apoyo y Acompañamiento: Los estudiantes reciben un apoyo personalizado de nuestros tutores y Asistentes de Tecnología de la Información (ATIS), quienes están disponibles para resolver sus dudas y brindar la orientación académica requerida.

Programas de Estudio
Conoce los 12 programas de estudio en UCSM Virtual, que abarcan diversas áreas académicas y profesionales. Desde negocios y tecnología hasta ciencias sociales e ingenierías, La UCSM Virtual ofrece una amplia gama de opciones educativas.
- Ciencia Política y Gobierno
- Contabilidad
- Diseño Gráfico Publicitario
- Economía y Finanzas
- Educación Secundaria
- Ingeniería Agronómica y Agrícola
- Ingeniería de Industria Alimentaria
- Marketing Digital
- Marketing y Gestión Comercial
- Teología
- Trabajo Social
- Turismo y Gastronomía

## Estudios de Postgrado
La Escuela de Postgrado de la Universidad Católica de Santa María fue creada por la Asamblea Universitaria el 16 de julio de 1990, siendo ratificada por la Asamblea Nacional de Rectores el 16 de abril de 1991, con más de 30 años de presencia en la Región Sur del Perú, cada año reafirmamos nuestro compromiso por el desarrollo y crecimiento de nuestro país formando a profesionales del más alto nivel, nuestra propuesta académica abarca los campos de las humanidades, ciencias y tecnologías y propicia la creación intelectual y artística, así como también da un sustantivo impulso al sentido crítico y creativo, bajo la inspiración de la fe cristiana.
Durante más de 30 años, la EPG  de la UCSM ha permanecido a la vanguardia de la formación y el desarrollo de los líderes que nuestra Región Arequipa y Perú necesita. Desde 1990 mantenemos nuestro compromiso con todos los profesionales “Educar e inspirar a todos los directivos que aspiran a ejercer un impacto positivo en las personas, las empresas y la sociedad.”
Misión:
Formar profesionales e investigadores líderes con principios éticos y humanísticos, en su compromiso con el desarrollo de la ciencia, tecnología, innovación y con la mejora de la calidad de vida en la sociedad.
Visión:
Ser reconocida por su excelencia académica, por el desarrollo científico pertinente y relevante, por la formación de personas competentes en su área de actuación y socialmente responsables.
Contamos con:
- 11 Programas de Doctorado
- 15 Maestrías Presenciales
- 14 Maestrías Semipresenciales

## Investigación
La investigación está a cargo del Vicerrectorado de Investigación de la UCSM que busca el reconocimiento como una UNIVERSIDAD DE TERCERA GENERACIÓN, donde se formen profesionales, científicos, investigadores y emprendedores que generen y exploten el conocimiento con un valor agregado, difundiendo y transmitiendo a través de la publicación científica.
Misión:
Promueve el emprendedurismo en la producción de conocimiento científico y tecnológico; así como, la innovación priorizando el valor agregado para la megadiversidad de la Macrorregión Sur, mediante la gestión de proyectos de investigación básica y aplicada, disciplinar e interdisciplinar con énfasis en la innovación, estableciendo diversas formas de cooperación con el sector productivo, el estado, las poblaciones menos favorecidas y las redes de ciencia y tecnología para su financiamiento, ejecución y divulgación, promoviendo el desarrollo de la sociedad.
Visión:
La Universidad Católica de Santa María es una institución innovadora, reconocida como una universidad de investigación, de tercera generación, dedicada a la enseñanza, la investigación, la transferencia de tecnología, capaz de generar conocimiento y desarrollo, que asegure la participación multidisciplinaria de investigadores de calidad, con equidad, responsabilidad, transparencia y compromiso con la sociedad en un contexto nacional e internacional.
Investigación en Cifras:
- 93 Proyectos ganadores de financiamiento externo 2015-2021
- 31 Premios de investigación 2015-2021
- 187 Eventos científicos 2015-2021
- 192 Financiamientos de proyectos internos 2015-2021

## Cultura
- Museo Santuarios Andinos
- Salón de la Cultura China
- Museo de Yanque
- Instituto Confucio

## Rankings académicos
En los últimos años se ha generalizado el uso de rankings universitarios internacionales para evaluar el desempeño de las universidades a nivel nacional y mundial; siendo estos rankings clasificaciones académicas que ubican a las instituciones de acuerdo a una metodología científica de tipo bibliométrica que incluye criterios objetivos medibles y reproducibles, tomando en cuenta por ejemplo: la reputación académica, la reputación de empleabilidad para los egresantes, la citas de investigación a sus repositorios y su impacto en la web. Del total de 92 universidades licenciadas en el Perú, la Universidad Católica de Santa María se ha ubicado regularmente dentro de los treinta primeros lugares a nivel nacional en determinados rankings universitarios internacionales.